# Umbrías
Umbrías község Spanyolországban, Ávila tartományban. Umbrías Solana de Ávila, La Carrera, Navatejares, Nava del Barco és Gil García községekkel határos. Lakosainak száma 100 fő (2024).

## Népesség
A település népessége az utóbbi években az alábbiak szerint változott:
| Lakosok száma | 157  | 152  | 135  | 139  | 127  | 117  | 113  | 99   | 103  | 100  |
|               | 2001 | 2004 | 2006 | 2009 | 2011 | 2014 | 2016 | 2019 | 2021 | 2024 |